# دورة الألعاب للأندية العربية للسيدات 2014
دورة الألعاب للأندية العربية للسيدات 2014 هي النسخة الثانية من دورة الألعاب للأندية العربية للسيدات التي استضافتها إمارة الشارقة بالإمارات العربية المتحدة خلال الفترة من 2 فبراير 2014 وحتى 12 فبراير 2014.

## المشاركات
انطلقت فعاليات النسخة الثانية من دورة الألعاب للأندية العربية للسيدات، والتي نظمها واستضافها نادي سيدات الشارقة، في 2 فبراير (شباط) 2014 بمشاركة 900 لاعبة يمثلن 15 دولة عربية هي ليبيا والجزائر والكويت وفلسطين والعراق والسودان واليمن وسلطنة عمان وقطر والبحرين ولبنان وتونس ومصر والأردن والإمارات العربية المتحدة في سبع رياضات جماعية وفردية هي الكرة الطائرة وكرة الطاولة وكرة السلة، والرماية، والقوس والسهم، والمبارزة، وألعاب القوى.

## الملاعب
أقيمت فعاليات دورة الألعاب للأندية العربية للسيدات لعام 2014 على عشرة ملاعب في إمارة الشارقة، وقد افتتحت منافسات هذه النسخة من البطولة بمباراة كرة السلة النسائية بين فريق نادي سيدات الشارقة وفريق نادي المحرق البحريني لكرة السلة للسيدات، والتي أقيمت على ملعب نادي الشارقة في 2 فبراير 2014.

## الميداليات والنتائج
احتل نادي سيدات الشارقة الإماراتي مركز الصدارة من حيث عدد الميداليات خلال نسخة عام 2014 من دورة الألعاب للأندية العربية للسيدات بعدما تمكنت لاعباته من إحراز 31 ميدالية ملونة من بينها 13 ميدالية ذهبية، و9 ميداليات فضية، و9 ميداليات برونزية، بينما احتل نادي سيدات قطر مركز الوصافة برصيد 20 ميدالية ملونة منها 7 ميداليات ذهبية، و4 ميداليات فضية، و9 ميداليات برونزية، وجاء في المرتبة الثالثة نادي الشباب البحريني برصيد 16 ميدالية تضمنت 6 ميداليات ذهبية، و6 ميداليات فضية، و4 ميداليات برونزية. ويوضح الجدول التالي الأندية التي احتلت المراكز الأولى في المنافسات والألعاب المختلفة:
| اللعبة        | المركز الأول           | المركز الثاني       | المركز الثالث        |
| الكرة الطائرة | نادي سيدات الشارقة     | نادي الفتاة الكويتي | نادي الوصل الإماراتي |
| كرة السلة     | نادي المقاولون الأردني | نادي سيدات قطر      | نادي سيدات الشارقة   |